# Syrrhoites columbiae
Syrrhoites columbiae är en kräftdjursart som beskrevs av J. L. Barnard 1972. Syrrhoites columbiae ingår i släktet Syrrhoites och familjen Synopiidae. Inga underarter finns listade i Catalogue of Life.